# Vilhjálmur Finsen (journalist)
Vilhjálmur Finsen, född 7 november 1883, död 11 oktober 1960, var en isländsk journalist.
Finsen grundade 1913 tidningen Morgunblaðið tillsammans med Ólafur Björnsson.